# ايزومي فوجي
ايزومي فوجي (26 يونيو 1959 - ) هو لاعب كرة يد اليابان. شارك في الألعاب الأولمبية الصيفية 1988.

## وصلات خارجية
- ايزومي فوجي على موقع أوليمبيديا (الإنجليزية)